# Márkos Dragoúmis
Pour les articles homonymes, voir Dragoumis.
Márkos Dragoúmis (en grec moderne Μάρκος Δραγούμης) (1770-1854) était un enseignant, homme politique grec et combattant de la guerre d'indépendance grecque.

## Biographie
Né à Vogatsikó dans le nome de Kastoria. Il partit pour Constantinople alors qu'il avait une douzaine d'années. D'autres versions en font un natif de Constantinople. Formé pour devenir enseignant, il fut Secrétaire des hospodars de Moldavie Constantin Ypsilántis et Skarlatos Kallimaches. En 1805, il fut nommé Gouverneur des îles de l'Égée puis il retourna enseigner à Constantinople. Il retourna en Moldavie en 1812 et fut à nouveau Secrétaire de l'hospodar Ioannis Karatzas. Il peut donc être considéré comme un phanariote.
Il adhéra à la Filikí Etería en 1820. Durant la guerre d'indépendance, il participa à l'organisation du nouvel État grec indépendant. Il représenta la Macédoine à l'Assemblée nationale de Trézène.
Il avait épousé Zoe Sofianou-Deligianni et eut deux fils Ioannis et Nikólaos. Son petit-fils est Stéphanos Dragoúmis et son arrière-petit-fils Íon Dragoúmis.

## Sources bibliographiques
- Marc Terrades, Le Drame de l'hellénisme. Ion Dragoumis (1878-1920) et la question nationale en Grèce au début du XXe siècle., L'Harmattan, 2005.  (ISBN 2747577880)